# Liste der brasilianischen Botschafter in Ecuador
Die Botschaft befindet sich in der siebten Etage des Edifício Amazonas Plaza, an der Kreuzung der Avenida Amazonas mit der José Arízaga in Quito.
| Ernannt       | Name                                              | Bemerkungen | ernannt während der Regierung von    | akkreditiert während der Regierung von | Posten verlassen |
| ------------- | ------------------------------------------------- | --- | ------------------------------------ | -------------------------------------- | ---------------- |
| 1907          | Augusto Cochrane de Alencar                       | Geschäftsträger | Afonso Augusto Moreira Pena          | Eloy Alfaro                            | 1910             |
| 1910          | Jarbas Loretti da Silva Lima                      | Geschäftsträger | Hermes Rodrigues da Fonseca          | Eloy Alfaro                            |                  |
| 17. Juli 1910 | Alfredo de Barros Moreira                         | Ministerresident | Hermes Rodrigues da Fonseca          | Eloy Alfaro                            | 25. März 1912    |
| 1912          | Jarbas Loretti da Silva Lima                      | Geschäftsträger | Hermes Rodrigues da Fonseca          | Leonidas Plaza Gutiérrez               | 1913             |
| 17. Sep. 1913 | Rinaldo de Lima e Silva                           | Ministerresident | Hermes Rodrigues da Fonseca          | Leonidas Plaza Gutiérrez               | 15. Dez. 1914    |
| 1914          | Jarbas Loretti da Silva Lima                      | Geschäftsträger | Venceslau Brás Pereira Gomes         | Leonidas Plaza Gutiérrez               | 1917             |
| 18. Juli 1917 | Anibal Velloso Rebello                            | Ministerresident | Venceslau Brás Pereira Gomes         | Alfredo Baquerizo Moreno               | 24. Okt. 1918    |
| 1918          | Jorge de Oliveira Jobim                           | Geschäftsträger | Francisco de Paula Rodrigues Alves   | Alfredo Baquerizo Moreno               | 1919             |
| 1919          | Jarbas Loretti da Silva Lima                      | Geschäftsträger | Epitácio da Silva Pessoa             | Alfredo Baquerizo Moreno               | 1921             |
| 1921          | Argeu de Segadas Machado Guimarães                | Geschäftsträger | Epitácio da Silva Pessoa             | José Luis Tamayo                       | 1922             |
| 5. Apr. 1922  | Armínio de Mello Franco                           | Ministerresident | Artur da Silva Bernardes             | José Luis Tamayo                       | 15. Apr. 1926    |
| 1926          | Ruy Pinheiro Guimarães                            | Geschäftsträger | Washington Luís Pereira de Sousa     | Isidro Ayora                           | 1927             |
| 3. Feb. 1927  | Carlos Martins Pereira e Sousa                    | Ministerresident | Washington Luís Pereira de Sousa     | Isidro Ayora                           | 14. Juli 1928    |
| 1928          | Ruy Pinheiro Guimarães                            | Geschäftsträger | Washington Luís Pereira de Sousa     | Isidro Ayora                           |                  |
| 16. Aug. 1928 | Gustavo de Viana Kelsch                           | Ministerresident | Washington Luís Pereira de Sousa     | Isidro Ayora                           | 25. Aug. 1933    |
| 1933          | Ruy Pinheiro Guimarães                            | Geschäftsträger | Getúlio Vargas                       | Abelardo Montalvo                      |                  |
| 27. Dez. 1933 | Antônio José do Amaral Murtinho                   | | Getúlio Vargas                       | Abelardo Montalvo                      | 1. Dez. 1935     |
| 1935          | Joaquim de Sousa Leão Filho                       | Geschäftsträger | Getúlio Vargas                       | Federico Páez                          | 1936             |
| 14. Apr. 1936 | Acyr do Nascimento Paes                           | | Getúlio Vargas                       | Federico Páez                          | 20. Nov. 1940    |
| 1940          | Altamir de Moura                                  | Geschäftsträger | Getúlio Vargas                       | Andrés Córdova                         | 1941             |
| 2. Juli 1941  | Caio de Melo Franco                               | | Getúlio Vargas                       | Carlos Alberto Arroyo del Río          | 29. Juli 1942    |
| 1942          | Altamir de Moura                                  | Geschäftsträger | Getúlio Vargas                       | Carlos Alberto Arroyo del Río          |                  |
| 15. Aug. 1942 | João Carlos Muniz                                 | | Getúlio Vargas                       | Carlos Alberto Arroyo del Río          | 14. Apr. 1945    |
| 1945          | Hygas Chagas Pereira                              | Geschäftsträger | José Linhares                        | José María Velasco Ibarra              | 1946             |
| 25. Jan. 1946 | José Duarte Gongalves da Roche                    | | Eurico Gaspar Dutra                  | José María Velasco Ibarra              | 26. März 1946    |
| 1946          | Hygas Chagas Pereira                              | Geschäftsträger | Eurico Gaspar Dutra                  | José María Velasco Ibarra              |                  |
| 25. Mai 1946  | Oswaldo de Moraes Correia                         | | Eurico Gaspar Dutra                  | José María Velasco Ibarra              | 16. Dez. 1946    |
| 1946          | Paulo do Rio Branco Nabuco de Gouvéa              | Geschäftsträger | Eurico Gaspar Dutra                  | José María Velasco Ibarra              | 1947             |
| 1947          | José Augusto Ribeiro                              | Geschäftsträger | Eurico Gaspar Dutra                  | Carlos Julio Arosemena Tola            | 1949             |
| 8. Aug. 1948  | Oscar Correia                                     | | Eurico Gaspar Dutra                  | Galo Plaza Lasso                       | 18. Feb. 1952    |
| 1952          | Angelo João Regattieri Ferrari                    | Geschäftsträger | Getúlio Vargas                       | José María Velasco Ibarra              | 1953             |
| 1. Apr. 1953  | Carlos da Silveira Martins                        | | Getúlio Vargas                       | José María Velasco Ibarra              | 15. Apr. 1956    |
| 1956          | Márcio Règo Monteiro                              | Geschäftsträger | Juscelino Kubitschek                 | Camilo Ponce Enríquez                  |                  |
| 1956          | Raymundo Nonato Loyola de Castro                  | | Juscelino Kubitschek                 | Camilo Ponce Enríquez                  |                  |
| 23. Sep. 1958 | Alfonso Barbosa de Almeida Portugal               | | Juscelino Kubitschek                 | Camilo Ponce Enríquez                  | 14. Aug. 1959    |
| 1959          | Arnaldo Leâo Marques                              | Geschäftsträger | Juscelino Kubitschek                 | Camilo Ponce Enríquez                  |                  |
| 19. Dez. 1959 | José Jobim                                        | | Juscelino Kubitschek                 | Camilo Ponce Enríquez                  | 26. März 1962    |
| 1962          | Lindolpho Leopoldo Collor                         | Geschäftsträger | João Goulart                         | Carlos Julio Arosemena Monroy          |                  |
| 18. Juli 1962 | Silvio Ribeiro de Carvalho                        | | João Goulart                         | Carlos Julio Arosemena Monroy          | 11. Sep. 1963    |
| 1963          | Frederico Meira de Vasconcellos                   | Geschäftsträger | João Goulart                         | Ramón Castro Jijón                     |                  |
| 1963          | Sérgio Queiroz Duarte                             | Geschäftsträger | João Goulart                         | Ramón Castro Jijón                     |                  |
| 1963          | Francisco Hermógenes de Paula                     | Geschäftsträger | João Goulart                         | Ramón Castro Jijón                     | 1964             |
| 1964          | Frederico Meira de Vasconcellos                   | Geschäftsträger | João Goulart                         | Ramón Castro Jijón                     |                  |
| 19. Okt. 1964 | Lucillo Haddock Lôbo                              | | João Goulart                         | Ramón Castro Jijón                     | 2. März 1967     |
| 1967          | Pedro Carlos Neves da Rocha                       | Geschäftsträger | Artur da Costa e Silva               | Otto Arosemena                         | 1968             |
| 19. Sep. 1968 | Beata Vettori                                     | | Artur da Costa e Silva               | José María Velasco Ibarra              | 12. Juni 1970    |
| 1970          | Rubens Ricúpero                                   | Geschäftsträger | Emílio Garrastazu Médici             | José María Velasco Ibarra              | 1971             |
| 8. Jan. 1971  | Vasco Mariz                                       | [ 2 ] | Emílio Garrastazu Médici             | José María Velasco Ibarra              | 20. Apr. 1973    |
| 20. Apr. 1973 | Alarico Silveira Júnior                           | | Emílio Garrastazu Médici             | Guillermo Rodríguez Lara               | 11. Feb. 1975    |
| 12. Feb. 1975 | Pedro Carlos Neves de Rocha                       | Geschäftsträger | Ernesto Geisel                       | Guillermo Rodríguez Lara               | 16. März 1975    |
| 17. März 1975 | Alarico Silveira Júnior                           | | Ernesto Geisel                       | Guillermo Rodríguez Lara               | 18. Apr. 1975    |
| 19. Apr. 1975 | Pedro Carlos Neves da Rocha                       | Geschäftsträger | Ernesto Geisel                       | Guillermo Rodríguez Lara               | 4. Mai 1975      |
| 5. Mai 1975   | Alarico Silveira Júnior                           | | Ernesto Geisel                       | Guillermo Rodríguez Lara               | 11. Sep. 1975    |
| 12. Sep. 1975 | Pedro Carlos Neves da Rocha                       | Geschäftsträger | Ernesto Geisel                       | Guillermo Rodríguez Lara               | 23. Sep. 1975    |
| 24. Sep. 1975 | Alarico Silveira Júnior                           | | Ernesto Geisel                       | Guillermo Rodríguez Lara               | 29. Sep. 1975    |
| 30. Sep. 1975 | Pedro Carlos Neves da Rocha                       | Geschäftsträger | Ernesto Geisel                       | Guillermo Rodríguez Lara               | 12. Okt. 1975    |
| 13. Okt. 1975 | Alarico Silveira Júnior                           | | Ernesto Geisel                       | Guillermo Rodríguez Lara               | 1977             |
| 1978          | José Osvaldo de Meira Penna                       | | Ernesto Geisel                       | Alfredo Poveda                         | 17. Dez. 1979    |
| 1983          | Guy Marie de Castro Brandão                       | (* 26. Mai 1929) Sohn von Odette Marie Périn de Castro Brandão und Roberto de Castro Brandão. Curso de Preparação à Carreira de Diplomata und Curso de Aperfeiçoamento de Diplomatas am Rio Branco-Institut, ab 1984 Botschafter in Dakar ab 1. Februar 1989 Botschafter in Sofia. | João Baptista de Oliveira Figueiredo | Osvaldo Hurtado                        |                  |
| 1984          | Roberto Abdenur                                   | | João Baptista de Oliveira Figueiredo | León Febres Cordero                    | 16. Aug. 1988    |
| 16. Aug. 1988 | Adolpho Corrêa de Sá e Benevides                  | | José Sarney                          | Rodrigo Borja                          |                  |
| 13. Jan. 1994 | Osmar Vladimir Chohfi                             | Beneplácito 13 de enero de 1994 Quito | Itamar Franco                        | Sixto Durán Ballén                     |                  |
| 1998          | Vera Pedrosa Martíns de Almeida                   | 2003: Botschafterin in Kopenhagen | Fernando Henrique Cardoso            | Jamil Mahuad                           | 15. Aug. 2001    |
| 15. Aug. 2001 | Sérgio Augusto de Abreu e Lima Florêncio Sobrinho | [ 3 ] | Fernando Henrique Cardoso            | Gustavo Noboa                          |                  |
| 24. Mai 2006  | Antonino Marques Porto e Santos                   | [ 4 ] | Luiz Inácio Lula da Silva            | Alfredo Palacio                        | 11. Mai 2010     |
| 11. Mai 2010  | Fernando Simas Magalhães                          | (* 16. Okboter 1957 in Mexiko-Stadt) | Luiz Inácio Lula da Silva            | Rafael Correa                          |                  |
| 7. Juli 2015  | Carlos Alfredo Lazary Teixeira                    | (* 6. Februar 1948 in Rio de Janeiro) 22. Juli 2011–2015: Botschafter in Lima | Dilma Rousseff                       | Rafael Correa                          |                  |